# 이아코브 카자이아
이아코브 카자이아(조지아어: იაკობ ქაჯაია, 1993년 9월 28일~)는 조지아의 레슬링 선수이다. 올림픽에 2회 출전했고 2020년 하계 올림픽에서 그레코로만형 슈퍼헤비급 은메달을 획득했다. 또한 세계 선수권 대회와 유럽 선수권 대회에서 메달 4개씩 획득했다.